# Henryk X Pyszny
Henryk X Pyszny (niem. Heinrich X der Stolze), (ur. w 1102 lub 1108, zm. 20 października 1138 w Quedlinburgu) – książę Bawarii w latach 1126–1138 i Saksonii w latach 1127–1138.
Syn Henryka IX Czarnego i Wulfhildy saskiej, córki Magnusa Billunga, księcia Saksonii. Był głównym spadkobiercą rodu Billungów. Jego rodzice zmarli w 1126 (ojciec na krótko przed śmiercią wstąpił do klasztoru), a starszy brat Konrad zanim Henryk został księciem Bawarii.
W 1127 poślubił Gertrudę, jedyne dziecko cesarza Lotara III, który w ten sposób odpłacił się nieżyjącemu już ojcu Henryka za poparcie w czasie królewskiej elekcji w roku 1125. Mieli tylko jednego syna, Henryka Lwa.
W roku 1138, po dojściu do władzy Konrada III, króla Niemiec z rodu Hohenstaufów, został wygnany z kraju; wkrótce potem zmarł. Bawarię otrzymał Leopold IV Szczodry z rodu Babenbergów, a Saksonię Albrecht Niedźwiedź z dynastii askańskiej.